# DJ Snake/Auszeichnungen für Musikverkäufe

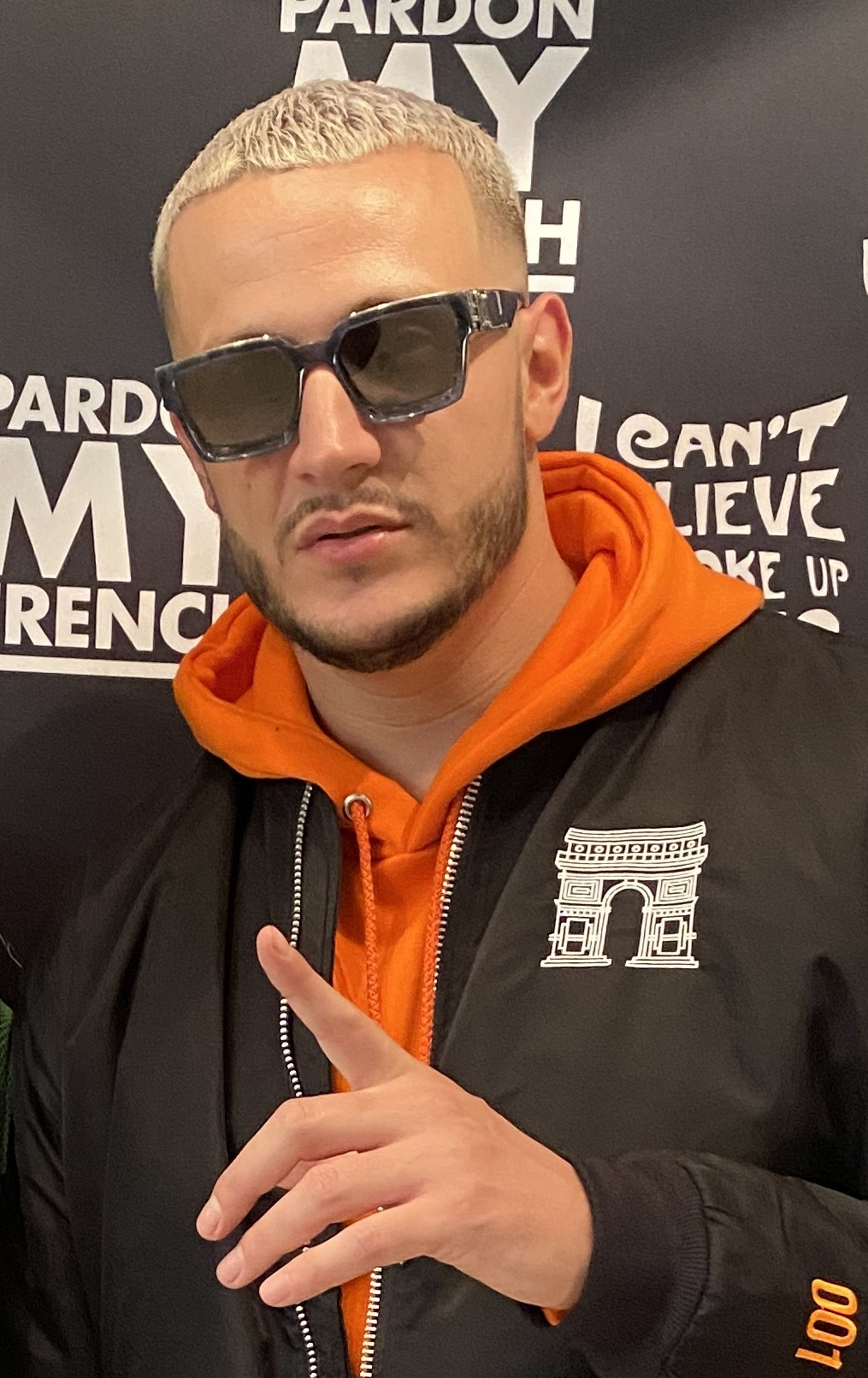
DJ Snake (2020)

Dies ist eine Übersicht über die Auszeichnungen für Musikverkäufe des französischen DJs und Musikproduzenten DJ Snake. Die Auszeichnungen finden sich nach ihrer Art (Gold, Platin usw.), nach Staaten getrennt in chronologischer Reihenfolge, geordnet sowie nach den Tonträgern selbst, ebenfalls in chronologischer Reihenfolge, getrennt nach Medium (Alben, Singles usw.), wieder.

## Auszeichnungen
| - Vereinigtes Königreich - 2023: für die Single Loco contigo - Australien - 2015: für die Single Get Low - 2019: für die Single Creep on Me - Belgien - 2016: für die Single You Know You Like It - Brasilien - 2024: für die Single Magenta Riddim - 2024: für die Single Selfish Love - Dänemark - 2016: für die Single You Know You Like It - 2016: für die Single Middle - 2020: für die Single Loco contigo - Deutschland - 2018: für die Single Middle - 2018: für die Autorenbeteiligung Do What U Want (Lady Gaga) - Frankreich - 2022: für die Single SG - 2023: für die Single Disco Maghreb - 2023: für die Single U Are My High - 2025: für die Single Paradise - Italien - 2016: für die Single You Know You Like It - 2018: für die Single A Different Way - 2024: für das Album Carte Blanche - Japan - 2017: für die Single Lean On (Digital) - 2024: für das Streaming Let Me Love You - 2025: für das Streaming Lean On - Kanada - 2013: für die Autorenbeteiligung Do What U Want (Lady Gaga) - 2019: für die Single Creep on Me - 2023: für die Single Magenta Riddim - 2023: für die Single U Are My High - Mexiko - 2014: für die Autorenbeteiligung Do What U Want (Lady Gaga) - 2015: für die Single Turn Down for What - 2016: für die Single Middle - Neuseeland - 2016: für die Single Get Low - 2018: für die Single A Different Way - Norwegen - 2021: für die Autorenbeteiligung Do What U Want (Lady Gaga) - Österreich - 2023: für die Single Middle - 2023: für die Single Turn Down for What - Polen - 2023: für die Single Middle - Portugal - 2019: für die Single A Different Way - 2019: für die Single Lean On - 2020: für die Single Fuego - Schweiz - 2018: für die Single Creep on Me - Singapur - 2020: für das Album Carte Blanche - Spanien - 2016: für die Single Middle - 2024: für die Single Turn Down for What - Vereinigte Staaten - 2020: für die Single A Different Way - 2020: für das Album Carte Blanche - 2023: für die Autorenbeteiligung und Produktion Shut It Down (Pitbull) - Vereinigtes Königreich - 2016: für die Autorenbeteiligung Do What U Want (Lady Gaga) - 2025: für die Single You Know You Like It | - Australien - 2017: für die Autorenbeteiligung und Produktion Shut It Down (Pitbull) - Belgien - 2016: für die Single Middle - 2019: für die Single Taki Taki - 2019: für die Single Loco contigo - Brasilien - 2017: für das Album Encore - 2024: für die Single U Are My High - 2024: für die Single You Know You Like It - 2024: für die Single SG - 2024: für die Single A Different Way - Dänemark - 2014: für das Streaming Turn Down for What - 2014: für das Streaming Do What U Want (Lady Gaga) - 2018: für das Album Encore - 2020: für die Single Taki Taki - Deutschland - 2021: für die Single Loco contigo - 2021: für die Single Taki Taki - 2023: für die Single You Know You Like It - Frankreich - 2016: für die Single Middle - 2018: für die Single A Different Way - 2019: für das Album Encore - 2022: für das Album Carte Blanche - 2022: für die Single Selfish Love - Italien - 2014: für die Autorenbeteiligung Do What U Want (Lady Gaga) - 2016: für die Single Middle - 2016: für die Single Turn Down for What - Kanada - 2010: für die Autorenbeteiligung und Produktion Shut It Down (Pitbull) - 2016: für die Single Get Low - 2022: für die Single A Different Way - Niederlande - 2015: für die Single Lean On - Österreich - 2016: für die Single Lean On - 2023: für die Single Let Me Love You - 2023: für die Single Loco contigo - 2023: für die Single Taki Taki - Polen - 2016: für die Single Lean On - 2023: für das Album Carte Blanche - 2024: für das Album Encore - Portugal - 2019: für die Single Middle - Schweden - 2014: für die Single Turn Down for What - 2014: für die Autorenbeteiligung Do What U Want(Lady Gaga) - 2015: für die Single You Know You Like It - Singapur - 2020: für das Album Encore - Vereinigte Staaten - 2015: für die Autorenbeteiligung Do What U Want (Lady Gaga) - 2016: für die Single Get Low - 2018: für das Album Encore - 2021: für die Single Loco contigo - Vereinigtes Königreich - 2017: für die Single Middle - 2020: für die Single Turn Down for What - 2021: für die Single Taki Taki - Deutschland - 2023: für die Single Turn Down for What - Mexiko - 2019: für das Album Carte Blanche - Australien - 2014: für die Single Turn Down for What - 2020: für die Single Taki Taki - Belgien - 2017: für die Single Let Me Love You - Deutschland - 2017: für die Single Lean On - Europa (Impala) - 2016: für die Single Lean On - Italien - 2019: für die Single Taki Taki - 2019: für die Single Loco contigo - Kanada - 2015: für die Single Lean On - Mexiko - 2019: für die Single Loco contigo - Neuseeland - 2016: für die Single Turn Down for What - 2021: für die Single You Know You Like It - 2023: für das Album Encore - 2023: für die Single Taki Taki - Norwegen - 2021: für die Single Taki Taki - Polen - 2021: für die Single Loco contigo - Portugal - 2020: für die Single Loco contigo - Schweden - 2016: für die Single Middle - Schweiz - 2015: für die Single Lean On | - Belgien - 2016: für die Single Lean On - Brasilien - 2020: für das Album Carte Blanche - 2024: für die Single Middle - 2024: für die Single Lean On - Dänemark - 2021: für die Single Let Me Love You - Kanada - 2023: für die Single Loco contigo - 2023: für die Single You Know You Like It - Neuseeland - 2022: für die Single Middle - Norwegen - 2015: für die Single Lean On - Polen - 2021: für die Single Taki Taki - Portugal - 2022: für die Single Taki Taki - Spanien - 2017: für die Single Let Me Love You - 2025: für die Single Loco contigo - Vereinigte Staaten - 2021: für die Single Middle - 2021: für die Single You Know You Like It - Vereinigtes Königreich - 2022: für die Single Let Me Love You - Mexiko - 2019: für die Single Taki Taki - Australien - 2022: für die Single You Know You Like It - Dänemark - 2016: für die Single Lean On - Norwegen - 2020: für die Single Let Me Love You - Portugal - 2020: für die Single Let Me Love You - Spanien - 2024: für die Single Taki Taki - Vereinigte Staaten - 2020: für die Single Taki Taki - Vereinigtes Königreich - 2022: für die Single Lean On - Mexiko - 2019: für das Album Encore - Australien - 2022: für die Single Middle - Kanada - 2023: für die Single Middle - Schweden - 2017: für die Single Let Me Love You - Spanien - 2016: für die Single Lean On - Italien - 2017: für die Single Let Me Love You - Kanada - 2023: für die Single Taki Taki - Neuseeland - 2023: für die Single Lean On - 2025: für die Single Let Me Love You - Schweden - 2015: für die Single Lean On - Vereinigte Staaten - 2025: für die Single Let Me Love You - Italien - 2017: für die Single Lean On - Kanada - 2023: für die Single Turn Down for What - Vereinigte Staaten - 2023: für die Single Turn Down for What - Australien - 2022: für die Single Let Me Love You - Australien - 2021: für die Single Lean On - Indien - 2019: für die Single Taki Taki - Brasilien - 2024: für die Single Fuego - 2024: für die Single Loco contigo - Deutschland - 2023: für die Single Let Me Love You - Frankreich - 2016: für die Single Let Me Love You - 2019: für die Single Taki Taki - 2019: für die Single Loco contigo - 2020: für die Single Lean On - Kanada - 2022: für die Single Let Me Love You - Polen - 2020: für die Single Let Me Love You - Vereinigte Staaten - 2021: für die Single Lean On - Mexiko - 2019: für das Album Encore - Brasilien - 2024: für die Single Let Me Love You - Brasilien - 2024: für die Single Taki Taki - Mexiko - 2022: für die Single Let Me Love You |

## Auszeichnungen nach Alben

### Encore
| Land/Region               | Auszeichnungen für Musikverkäufe (Land/Region, Auszeichnung, Verkäufe) | Verkäufe  |
| ------------------------- | ---------------------------------------------------------------------- | --------- |
| Brasilien (PMB)           | Platin                                                                 | 40.000    |
| Dänemark (IFPI)           | Platin                                                                 | 20.000    |
| Frankreich (SNEP)         | Platin                                                                 | 100.000   |
| Mexiko (AMPROFON)         | 2× Diamant · + 9× Gold                                                 | 870.000   |
| Neuseeland (RMNZ)         | 2× Platin                                                              | 30.000    |
| Polen (ZPAV)              | Platin                                                                 | 20.000    |
| Singapur (RIAS)           | Platin                                                                 | 10.000    |
| Vereinigte Staaten (RIAA) | Platin                                                                 | 1.000.000 |
| Insgesamt                 | 1× Gold · 12× Platin · 2× Diamant ·                                    | 2.090.000 |

### Carte Blanche
| Land/Region               | Auszeichnungen für Musikverkäufe (Land/Region, Auszeichnung, Verkäufe) | Verkäufe |
| ------------------------- | ---------------------------------------------------------------------- | -------- |
| Brasilien (PMB)           | 3× Platin                                                              | 120.000  |
| Frankreich (SNEP)         | Platin                                                                 | 100.000  |
| Italien (FIMI)            | Gold                                                                   | 25.000   |
| Mexiko (AMPROFON)         | 3× Gold                                                                | 90.000   |
| Polen (ZPAV)              | Platin                                                                 | 20.000   |
| Singapur (RIAS)           | Gold                                                                   | 5.000    |
| Vereinigte Staaten (RIAA) | Gold                                                                   | 500.000  |
| Insgesamt                 | 4× Gold · 6× Platin ·                                                  | 860.000  |

## Auszeichnungen nach Singles

### Turn Down for What
| Land/Region                  | Auszeichnungen für Musikverkäufe (Land/Region, Auszeichnung, Verkäufe) | Verkäufe  |
| ---------------------------- | ---------------------------------------------------------------------- | --------- |
| Australien (ARIA)            | 2× Platin                                                              | 140.000   |
| Deutschland (BVMI)           | 3× Gold                                                                | 450.000   |
| Frankreich (SNEP)            | —                                                                      | 32.300    |
| Italien (FIMI)               | Platin                                                                 | 50.000    |
| Kanada (MC)                  | 7× Platin                                                              | 560.000   |
| Mexiko (AMPROFON)            | Gold                                                                   | 30.000    |
| Neuseeland (RMNZ)            | 2× Platin                                                              | 30.000    |
| Österreich (IFPI)            | Gold                                                                   | 15.000    |
| Schweden (IFPI)              | Platin                                                                 | 40.000    |
| Spanien (Promusicae)         | Gold                                                                   | 30.000    |
| Vereinigte Staaten (RIAA)    | 8× Platin                                                              | 8.000.000 |
| Vereinigtes Königreich (BPI) | Platin                                                                 | 600.000   |
| Insgesamt                    | 4× Gold · 23× Platin ·                                                 | 9.977.300 |

### Get Low
| Land/Region               | Auszeichnungen für Musikverkäufe (Land/Region, Auszeichnung, Verkäufe) | Verkäufe  |
| ------------------------- | ---------------------------------------------------------------------- | --------- |
| Australien (ARIA)         | Gold                                                                   | 35.000    |
| Kanada (MC)               | Platin                                                                 | 80.000    |
| Neuseeland (RMNZ)         | Gold                                                                   | 7.500     |
| Vereinigte Staaten (RIAA) | Platin                                                                 | 1.000.000 |
| Insgesamt                 | 2× Gold · 2× Platin ·                                                  | 1.122.500 |

### You Know You Like It
| Land/Region                  | Auszeichnungen für Musikverkäufe (Land/Region, Auszeichnung, Verkäufe) | Verkäufe  |
| ---------------------------- | ---------------------------------------------------------------------- | --------- |
| Australien (ARIA)            | 4× Platin                                                              | 280.000   |
| Belgien (BRMA)               | Gold                                                                   | 15.000    |
| Brasilien (PMB)              | Platin                                                                 | 60.000    |
| Dänemark (IFPI)              | Gold                                                                   | 30.000    |
| Deutschland (BVMI)           | Platin                                                                 | 600.000   |
| Italien (FIMI)               | Gold                                                                   | 25.000    |
| Kanada (MC)                  | 3× Platin                                                              | 240.000   |
| Neuseeland (RMNZ)            | 2× Platin                                                              | 60.000    |
| Schweden (IFPI)              | Platin                                                                 | 40.000    |
| Vereinigte Staaten (RIAA)    | 3× Platin                                                              | 3.000.000 |
| Vereinigtes Königreich (BPI) | Gold                                                                   | 400.000   |
| Insgesamt                    | 4× Gold · 15× Platin ·                                                 | 4.750.000 |

### Lean On
| Land/Region                  | Auszeichnungen für Musikverkäufe (Land/Region, Auszeichnung, Verkäufe) | Verkäufe   |
| ---------------------------- | ---------------------------------------------------------------------- | ---------- |
| Australien (ARIA)            | 10× Platin                                                             | 700.000    |
| Belgien (BRMA)               | 3× Platin                                                              | 90.000     |
| Brasilien (PMB)              | 3× Platin                                                              | 180.000    |
| Dänemark (IFPI)              | 4× Platin                                                              | 240.000    |
| Deutschland (BVMI)           | 2× Platin                                                              | 800.000    |
| Europa (Impala)              | 2× Platin                                                              | (800.000)  |
| Frankreich (SNEP)            | Diamant                                                                | 645.000    |
| Italien (FIMI)               | 7× Platin                                                              | 350.000    |
| Japan (RIAJ)                 | Gold                                                                   | 100.000    |
| Kanada (MC)                  | 2× Platin                                                              | 301.000    |
| Neuseeland (RMNZ)            | 6× Platin                                                              | 180.000    |
| Niederlande (NVPI)           | Platin                                                                 | 30.000     |
| Norwegen (IFPI)              | 3× Platin                                                              | 120.000    |
| Österreich (IFPI)            | Platin                                                                 | 30.000     |
| Polen (ZPAV)                 | Platin                                                                 | 20.000     |
| Portugal (AFP)               | Gold                                                                   | 5.000      |
| Schweden (IFPI)              | 6× Platin                                                              | 240.000    |
| Schweiz (IFPI)               | 2× Platin                                                              | 60.000     |
| Spanien (Promusicae)         | 5× Platin                                                              | 200.000    |
| Vereinigte Staaten (RIAA)    | Diamant                                                                | 10.000.000 |
| Vereinigtes Königreich (BPI) | 4× Platin                                                              | 2.400.000  |
| Insgesamt                    | 2× Gold · 62× Platin · 2× Diamant ·                                    | 16.691.000 |

### Middle
| Land/Region                  | Auszeichnungen für Musikverkäufe (Land/Region, Auszeichnung, Verkäufe) | Verkäufe  |
| ---------------------------- | ---------------------------------------------------------------------- | --------- |
| Australien (ARIA)            | 5× Platin                                                              | 350.000   |
| Belgien (BRMA)               | Platin                                                                 | 30.000    |
| Brasilien (PMB)              | 3× Platin                                                              | 180.000   |
| Dänemark (IFPI)              | Gold                                                                   | 45.000    |
| Deutschland (BVMI)           | Gold                                                                   | 200.000   |
| Frankreich (SNEP)            | Platin                                                                 | 133.333   |
| Italien (FIMI)               | Platin                                                                 | 50.000    |
| Kanada (MC)                  | 5× Platin                                                              | 400.000   |
| Mexiko (AMPROFON)            | Gold                                                                   | 30.000    |
| Neuseeland (RMNZ)            | 3× Platin                                                              | 90.000    |
| Österreich (IFPI)            | Gold                                                                   | 15.000    |
| Polen (ZPAV)                 | Gold                                                                   | 25.000    |
| Portugal (AFP)               | Platin                                                                 | 10.000    |
| Schweden (IFPI)              | 2× Platin                                                              | 80.000    |
| Spanien (Promusicae)         | Gold                                                                   | 20.000    |
| Vereinigte Staaten (RIAA)    | 3× Platin                                                              | 3.000.000 |
| Vereinigtes Königreich (BPI) | Platin                                                                 | 600.000   |
| Insgesamt                    | 6× Gold · 26× Platin ·                                                 | 5.238.333 |

### Let Me Love You
| Land/Region                  | Auszeichnungen für Musikverkäufe (Land/Region, Auszeichnung, Verkäufe) | Verkäufe   |
| ---------------------------- | ---------------------------------------------------------------------- | ---------- |
| Australien (ARIA)            | 9× Platin                                                              | 630.000    |
| Belgien (BRMA)               | 2× Platin                                                              | 60.000     |
| Brasilien (PMB)              | 3× Diamant                                                             | 750.000    |
| Dänemark (IFPI)              | 3× Platin                                                              | 270.000    |
| Deutschland (BVMI)           | Diamant                                                                | 1.000.000  |
| Frankreich (SNEP)            | Diamant                                                                | 233.333    |
| Italien (FIMI)               | 6× Platin                                                              | 300.000    |
| Kanada (MC)                  | Diamant                                                                | 800.000    |
| Mexiko (AMPROFON)            | 9× Diamant                                                             | 2.700.000  |
| Neuseeland (RMNZ)            | 6× Platin                                                              | 180.000    |
| Norwegen (IFPI)              | 4× Platin                                                              | 240.000    |
| Österreich (IFPI)            | Platin                                                                 | 30.000     |
| Polen (ZPAV)                 | Diamant                                                                | 100.000    |
| Portugal (AFP)               | 4× Platin                                                              | 40.000     |
| Schweden (IFPI)              | 5× Platin                                                              | 200.000    |
| Spanien (Promusicae)         | 3× Platin                                                              | 120.000    |
| Vereinigte Staaten (RIAA)    | 6× Platin                                                              | 6.000.000  |
| Vereinigtes Königreich (BPI) | 3× Platin                                                              | 1.800.000  |
| Insgesamt                    | 52× Platin · 16× Diamant ·                                             | 15.453.333 |

### A Different Way
| Land/Region               | Auszeichnungen für Musikverkäufe (Land/Region, Auszeichnung, Verkäufe) | Verkäufe |
| ------------------------- | ---------------------------------------------------------------------- | -------- |
| Brasilien (PMB)           | Platin                                                                 | 40.000   |
| Frankreich (SNEP)         | Platin                                                                 | 200.000  |
| Italien (FIMI)            | Gold                                                                   | 25.000   |
| Kanada (MC)               | Platin                                                                 | 80.000   |
| Neuseeland (RMNZ)         | Gold                                                                   | 15.000   |
| Portugal (AFP)            | Gold                                                                   | 5.000    |
| Vereinigte Staaten (RIAA) | Gold                                                                   | 500.000  |
| Insgesamt                 | 4× Gold · 3× Platin ·                                                  | 865.000  |

### Magenta Riddim
| Land/Region     | Auszeichnungen für Musikverkäufe (Land/Region, Auszeichnung, Verkäufe) | Verkäufe |
| --------------- | ---------------------------------------------------------------------- | -------- |
| Brasilien (PMB) | Gold                                                                   | 20.000   |
| Kanada (MC)     | Gold                                                                   | 40.000   |
| Insgesamt       | 2× Gold ·                                                              | 60.000   |

### Creep on Me
| Land/Region       | Auszeichnungen für Musikverkäufe (Land/Region, Auszeichnung, Verkäufe) | Verkäufe |
| ----------------- | ---------------------------------------------------------------------- | -------- |
| Australien (ARIA) | Gold                                                                   | 35.000   |
| Kanada (MC)       | Gold                                                                   | 40.000   |
| Schweiz (IFPI)    | Gold                                                                   | 10.000   |
| Insgesamt         | 3× Gold ·                                                              | 85.000   |

### Taki Taki
| Land/Region                  | Auszeichnungen für Musikverkäufe (Land/Region, Auszeichnung, Verkäufe) | Verkäufe  |
| ---------------------------- | ---------------------------------------------------------------------- | --------- |
| Australien (ARIA)            | 2× Platin                                                              | 140.000   |
| Belgien (BRMA)               | Platin                                                                 | 40.000    |
| Brasilien (PMB)              | 4× Diamant                                                             | 640.000   |
| Dänemark (IFPI)              | Platin                                                                 | 90.000    |
| Deutschland (BVMI)           | Platin                                                                 | 400.000   |
| Frankreich (SNEP)            | Diamant                                                                | 333.333   |
| Indien (IMI)                 | 13× Platin                                                             | 1.560.000 |
| Italien (FIMI)               | 2× Platin                                                              | 100.000   |
| Kanada (MC)                  | 6× Platin                                                              | 480.000   |
| Mexiko (AMPROFON)            | 7× Gold                                                                | 210.000   |
| Neuseeland (RMNZ)            | 2× Platin                                                              | 60.000    |
| Norwegen (IFPI)              | 2× Platin                                                              | 120.000   |
| Österreich (IFPI)            | Platin                                                                 | 30.000    |
| Polen (ZPAV)                 | 3× Platin                                                              | 150.000   |
| Portugal (AFP)               | 3× Platin                                                              | 30.000    |
| Spanien (Promusicae)         | 4× Platin                                                              | 240.000   |
| Vereinigte Staaten (RIAA)    | 4× Platin                                                              | 4.000.000 |
| Vereinigtes Königreich (BPI) | Platin                                                                 | 600.000   |
| Insgesamt                    | 1× Gold · 49× Platin · 5× Diamant ·                                    | 9.223.333 |

### Loco contigo
| Land/Region                  | Auszeichnungen für Musikverkäufe (Land/Region, Auszeichnung, Verkäufe) | Verkäufe  |
| ---------------------------- | ---------------------------------------------------------------------- | --------- |
| Belgien (BRMA)               | Platin                                                                 | 40.000    |
| Brasilien (PMB)              | Diamant                                                                | 160.000   |
| Dänemark (IFPI)              | Gold                                                                   | 45.000    |
| Deutschland (BVMI)           | Platin                                                                 | 400.000   |
| Frankreich (SNEP)            | Diamant                                                                | 333.333   |
| Italien (FIMI)               | 2× Platin                                                              | 100.000   |
| Kanada (MC)                  | 3× Platin                                                              | 240.000   |
| Mexiko (AMPROFON)            | 2× Platin                                                              | 120.000   |
| Österreich (IFPI)            | Platin                                                                 | 30.000    |
| Polen (ZPAV)                 | 2× Platin                                                              | 100.000   |
| Portugal (AFP)               | 2× Platin                                                              | 20.000    |
| Spanien (Promusicae)         | 3× Platin                                                              | 180.000   |
| Vereinigte Staaten (RIAA)    | Platin                                                                 | 1.000.000 |
| Vereinigtes Königreich (BPI) | Silber                                                                 | 200.000   |
| Insgesamt                    | 1× Silber · 1× Gold · 18× Platin · 2× Diamant ·                        | 2.968.333 |

### Fuego
| Land/Region     | Auszeichnungen für Musikverkäufe (Land/Region, Auszeichnung, Verkäufe) | Verkäufe |
| --------------- | ---------------------------------------------------------------------- | -------- |
| Brasilien (PMB) | Diamant                                                                | 160.000  |
| Portugal (AFP)  | Gold                                                                   | 5.000    |
| Insgesamt       | 1× Gold · 1× Diamant ·                                                 | 165.000  |

### Selfish Love
| Land/Region       | Auszeichnungen für Musikverkäufe (Land/Region, Auszeichnung, Verkäufe) | Verkäufe |
| ----------------- | ---------------------------------------------------------------------- | -------- |
| Brasilien (PMB)   | Gold                                                                   | 20.000   |
| Frankreich (SNEP) | Platin                                                                 | 200.000  |
| Insgesamt         | 1× Gold · 1× Platin ·                                                  | 220.000  |

### U Are My High
| Land/Region       | Auszeichnungen für Musikverkäufe (Land/Region, Auszeichnung, Verkäufe) | Verkäufe |
| ----------------- | ---------------------------------------------------------------------- | -------- |
| Brasilien (PMB)   | Platin                                                                 | 40.000   |
| Frankreich (SNEP) | Gold                                                                   | 100.000  |
| Kanada (MC)       | Gold                                                                   | 40.000   |
| Insgesamt         | 2× Gold · 1× Platin ·                                                  | 180.000  |

### SG
| Land/Region       | Auszeichnungen für Musikverkäufe (Land/Region, Auszeichnung, Verkäufe) | Verkäufe |
| ----------------- | ---------------------------------------------------------------------- | -------- |
| Brasilien (PMB)   | Platin                                                                 | 40.000   |
| Frankreich (SNEP) | Gold                                                                   | 100.000  |
| Insgesamt         | 1× Gold · 1× Platin ·                                                  | 140.000  |

### Disco Maghreb
| Land/Region       | Auszeichnungen für Musikverkäufe (Land/Region, Auszeichnung, Verkäufe) | Verkäufe |
| ----------------- | ---------------------------------------------------------------------- | -------- |
| Frankreich (SNEP) | Gold                                                                   | 100.000  |
| Insgesamt         | 1× Gold ·                                                              | 100.000  |

### Paradise
| Land/Region       | Auszeichnungen für Musikverkäufe (Land/Region, Auszeichnung, Verkäufe) | Verkäufe |
| ----------------- | ---------------------------------------------------------------------- | -------- |
| Frankreich (SNEP) | Gold                                                                   | 100.000  |
| Insgesamt         | 1× Gold ·                                                              | 100.000  |

## Auszeichnungen nach Autorenbeteiligungen und Produktionen

### Shut It Down (Pitbull)
| Land/Region               | Auszeichnungen für Musikverkäufe (Land/Region, Auszeichnung, Verkäufe) | Verkäufe |
| ------------------------- | ---------------------------------------------------------------------- | -------- |
| Australien (ARIA)         | Platin                                                                 | 70.000   |
| Kanada (MC)               | Platin                                                                 | 40.000   |
| Vereinigte Staaten (RIAA) | Gold                                                                   | 500.000  |
| Insgesamt                 | 1× Gold · 2× Platin ·                                                  | 610.000  |

### Do What U Want(Lady Gaga)
| Land/Region                  | Auszeichnungen für Musikverkäufe (Land/Region, Auszeichnung, Verkäufe) | Verkäufe  |
| ---------------------------- | ---------------------------------------------------------------------- | --------- |
| Deutschland (BVMI)           | Gold                                                                   | 150.000   |
| Italien (FIMI)               | Platin                                                                 | 30.000    |
| Kanada (MC)                  | Gold                                                                   | 40.000    |
| Mexiko (AMPROFON)            | Gold                                                                   | 30.000    |
| Norwegen (IFPI)              | Gold                                                                   | 30.000    |
| Schweden (IFPI)              | Platin                                                                 | 40.000    |
| Vereinigte Staaten (RIAA)    | Platin                                                                 | 1.300.000 |
| Vereinigtes Königreich (BPI) | Gold                                                                   | 400.000   |
| Insgesamt                    | 5× Gold · 3× Platin ·                                                  | 4.025.000 |

## Auszeichnungen nach Musikstreamings

### Turn Down for What
| Land/Region     | Auszeichnungen für Musikverkäufe (Land/Region, Auszeichnung, Verkäufe) | Verkäufe  |
| --------------- | ---------------------------------------------------------------------- | --------- |
| Dänemark (IFPI) | Platin                                                                 | 2.600.000 |
| Insgesamt       | 1× Platin ·                                                            | 2.600.000 |

### Do What U Want (Lady Gaga)
| Land/Region     | Auszeichnungen für Musikverkäufe (Land/Region, Auszeichnung, Verkäufe) | Verkäufe  |
| --------------- | ---------------------------------------------------------------------- | --------- |
| Dänemark (IFPI) | Platin                                                                 | 2.600.000 |
| Insgesamt       | 1× Platin ·                                                            | 2.600.000 |

### Let Me Love You
| Land/Region  | Auszeichnungen für Musikverkäufe (Land/Region, Auszeichnung, Verkäufe) | Verkäufe   |
| ------------ | ---------------------------------------------------------------------- | ---------- |
| Japan (RIAJ) | Gold                                                                   | 50.000.000 |
| Insgesamt    | 1× Gold ·                                                              | 50.000.000 |

### Lean On
| Land/Region  | Auszeichnungen für Musikverkäufe (Land/Region, Auszeichnung, Verkäufe) | Verkäufe   |
| ------------ | ---------------------------------------------------------------------- | ---------- |
| Japan (RIAJ) | Gold                                                                   | 50.000.000 |
| Insgesamt    | 1× Gold ·                                                              | 50.000.000 |

## Statistik und Quellen
| Land/RegionAuszeichnungen für Musikverkäufe (Land/Region, Auszeichnungen, Verkäufe, Quellen) | Silber  | Gold       | Platin         | Diamant       | Verkäufe   | Quellen              |
| -------------------------------------------------------------------------------------------- | ------- | ---------- | -------------- | ------------- | ---------- | -------------------- |
| Australien (ARIA)                                                                            | —       | 2× Gold2   | 33× Platin33   | —             | 2.380.000  | aria.com.au          |
| Belgien (BRMA)                                                                               | —       | Gold1      | 8× Platin8     | —             | 275.000    | ultratop.be          |
| Brasilien (PMB)                                                                              | —       | 2× Gold2   | 14× Platin14   | 9× Diamant9   | 2.450.000  | pro-musicabr.org.br  |
| Dänemark (IFPI)                                                                              | —       | 3× Gold3   | 11× Platin11   | —             | 740.000    | ifpi.dk              |
| Deutschland (BVMI)                                                                           | —       | 3× Gold3   | 6× Platin6     | Diamant1      | 4.000.000  | musikindustrie.de    |
| Europa (Impala)                                                                              | —       | —          | 2× Platin2     | —             | (800.000)  | Einzelnachweise      |
| Frankreich (SNEP)                                                                            | —       | 4× Gold4   | 5× Platin5     | 4× Diamant4   | 2.710.632  | snepmusique.com      |
| Indien (IMI)                                                                                 | —       | —          | 13× Platin13   | —             | 1.560.000  | Einzelnachweise      |
| Italien (FIMI)                                                                               | —       | 3× Gold3   | 20× Platin20   | —             | 1.055.000  | fimi.it              |
| Japan (RIAJ)                                                                                 | —       | 3× Gold3   | —              | —             | 100.000    | riaj.or.jp JP2       |
| Kanada (MC)                                                                                  | —       | 4× Gold4   | 30× Platin30   | Diamant1      | 3.481.000  | musiccanada.com      |
| Mexiko (AMPROFON)                                                                            | —       | 6× Gold6   | 10× Platin10   | 11× Diamant11 | 4.080.000  | amprofon.com.mx      |
| Neuseeland (RMNZ)                                                                            | —       | 2× Gold2   | 23× Platin23   | —             | 652.500    | radioscope.co.nz NZ2 |
| Niederlande (NVPI)                                                                           | —       | —          | Platin1        | —             | 30.000     | nvpi.nl              |
| Norwegen (IFPI)                                                                              | —       | Gold1      | 9× Platin9     | —             | 510.000    | ifpi.no              |
| Österreich (IFPI)                                                                            | —       | 2× Gold2   | 4× Platin4     | —             | 150.000    | ifpi.at              |
| Polen (ZPAV)                                                                                 | —       | Gold1      | 8× Platin8     | Diamant1      | 435.000    | olis.pl              |
| Portugal (AFP)                                                                               | —       | 3× Gold3   | 10× Platin10   | —             | 115.000    | Einzelnachweise      |
| Schweden (IFPI)                                                                              | —       | —          | 16× Platin16   | —             | 640.000    | sverigetopplistan.se |
| Schweiz (IFPI)                                                                               | —       | Gold1      | 2× Platin2     | —             | 70.000     | hitparade.ch         |
| Singapur (RIAS)                                                                              | —       | Gold1      | Platin1        | —             | 15.000     | rias.org.sg          |
| Spanien (Promusicae)                                                                         | —       | 2× Gold2   | 14× Platin14   | —             | 690.000    | elportaldemusica.es  |
| Vereinigte Staaten (RIAA)                                                                    | —       | 3× Gold3   | 28× Platin28   | Diamant1      | 39.800.000 | riaa.com             |
| Vereinigtes Königreich (BPI)                                                                 | Silber1 | 2× Gold2   | 10× Platin10   | —             | 7.000.000  | bpi.co.uk            |
| Insgesamt                                                                                    | Silber1 | 49× Gold49 | 278× Platin278 | 28× Diamant28 |            |                      |